# Boleradice
Boleradice (en allemand : Polehraditz) est un bourg (městys) du district de Břeclav, dans la région de Moravie-du-Sud, en République tchèque. Sa population s'élevait à 912 habitants en 2020.

## Géographie
Boleradice se trouve à 25 km au nord-nord-ouest de Břeclav, à 30 km au sud-est de Brno et à 212 km au sud-est de Prague.
La commune est limitée par Diváky au nord-ouest et nord, par Klobouky u Brna et Morkůvky à l'est, par Němčičky au sud, et par Horní Bojanovice et Kurdějov à l'ouest.

## Histoire
La première mention écrite du village date de 1235. Boleradice a le statut de městys depuis 2006.